# Bravo (hop)
Bravo is een hopvariëteit, gebruikt voor het brouwen van bier.
Deze hopvariëteit is een “bitterhop”, bij het bierbrouwen voornamelijk gebruikt voor zijn bittereigenschappen. Deze recente Amerikaanse cultivar is afkomstig van de hopvariëteit Zeus. Wordt gebruikt in American IPA en Pale ale.

## Kenmerken
- Alfazuur: 12 – 14%
- Bètazuur: 3 – 5%
- Eigenschappen: aards, kruidig en beetje floraal aroma